# 香港聯合國教科文組織世界地質公園

香港世界地質公園標誌

香港聯合國教科文組織世界地質公園（英語：Hong Kong UNESCO Global Geopark），前稱中國香港世界地質公園（英語：Hong Kong Global Geopark of China），舊稱香港國家地質公園（英語：Hong Kong National Geopark），簡稱香港地質公園，是一座位於香港新界東部和東北部的地質公園，包括新界東北沉積岩和西貢東部火山岩兩大園區等合共8大景區，佔地5,000公頃。
香港聯合國教科文組織世界地質公園擁有世界一流的酸性火山岩柱，展現了5億2,000萬年至2億5,000萬年前的古生代期間，通過沉積作用形成沉積環境的一段地質歷史，極具典型性和稀有性。其中火山岩柱為含硅質較高的酸性流紋火山岩，所佔範圍為100平方公里（部分是海域），平均直徑1.2米，不論就規模和岩石特徵皆堪稱世界罕見，更特別的是該處的火山岩同時展現凝灰岩和熔岩的特徵，對其是如何形成的，地質學家至今仍看法不一，極具科學研究價值。此外，海岸作用在此形成了多種侵蝕和沉積地貌，其中的化石對於瞭解古老的古生代環境、地理、氣候及生物進化提供了線索。

## 歷史

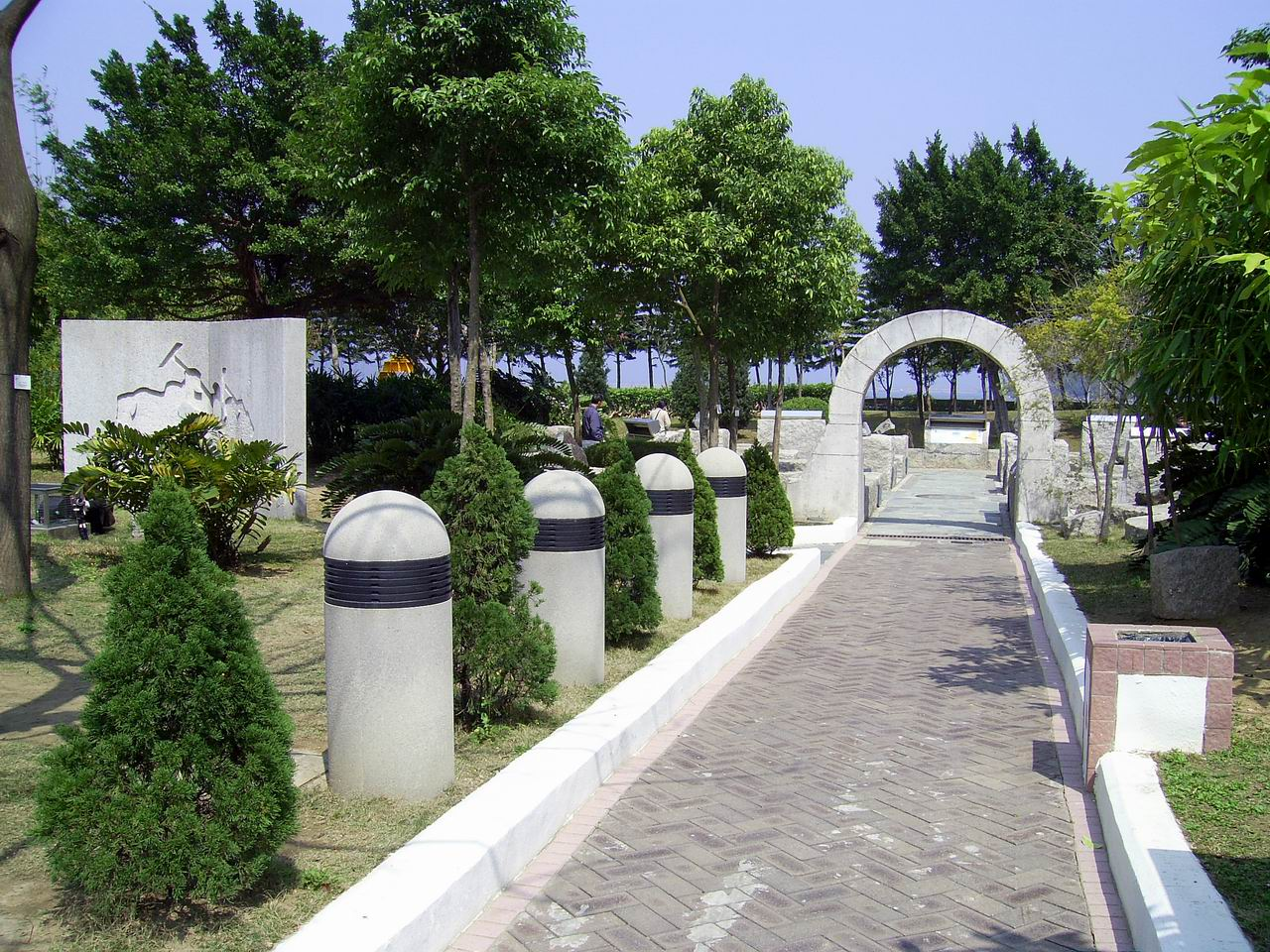
馬鞍山礦場曾被建議為地質公園的一個景區，但不獲接納。圖為馬鞍山公園的採礦展覽區。

成立香港地質公園的計劃，初期由民間組織如香港地貌岩石保育協會等等推動。直至2008年，香港行政長官曾蔭權接納建議，宣布考慮設立地質公園，以發展香港的特殊地貌及岩石群，成為可供觀賞的自然景點。
原本公園共有10個景點，惟考慮到交通和路線上的方便程度後，將馬屎洲和由滘西洲南部和吊鐘洲所組成的地區（最初為牛尾洲）從計劃中移除，最終修訂為現時兩個園區、共8個景點的設計；當中大部份地方由現有的郊野公園及海岸公園所覆蓋，未被覆蓋的主要為東南部的島嶼，包括橫洲、火石洲、沙塘口山和果洲群島。香港政府亦以現有《郊野公園條例》及《海岸公園條例》的機制下設立香港地質公園，將這些地方列入特別地區以作保護。
2009年10月，中华人民共和国国土资源部批准香港地質公園成為國家級地質公園；香港國家地質公園於同年11月3日開幕，遊客中心則於同年12月18日啟用。其後經過兩年籌備，有關單位為香港國家地質公園申請為世界地質公園。2011年9月17日在挪威朗厄松舉行的第10屆歐洲地質公園會議上宣布，世界地質公園網絡接納香港國家地質公園加入為該網絡的成員；香港國家地質公園因而易名「中國香港世界地質公園」，成為中國第26個世界級地質公園，亦是罕有位於國際大都會中的世界地質公園，並更名為中國香港世界地質公園。
2015年7月，中國香港世界地質公園將會面臨首次4年一度的聯合國教科文組織評估，於同年9月揭曉是否達標，繼續維持其世界地質公園之資格。2015年9月，公園成功通過評估，繼續成為世界地質公園網絡成員。隨著「聯合國教科文組織世界地質公園」這個新標識的創立，香港地質公園於2015年11月17日再更名為香港聯合國教科文組織世界地質公園。

## 自然景觀
西貢火山岩園區的特色為六角形岩柱群（columnar jointing）和海岸侵蝕地貌。這些六角形的岩柱群是現時所知世界上面積和體積最大的，積類為凝灰岩，由酸性火山灰構成。岩柱體積粗大，直徑平均達1.2米。與之相比，北愛爾蘭著名的世界遺產巨人堤道六角形岩柱，岩石直徑只得0.5米。岩柱群北起萬宜水庫東壩，西至果洲群島，面積150平方公里。岩柱群大部份位於海底，但估計暴露於海岸的數量約有20萬條。園區岩石的年齡為1.4億年前，即晚白堊紀。西貢火山岩園區的四個景區為：

### 糧船灣

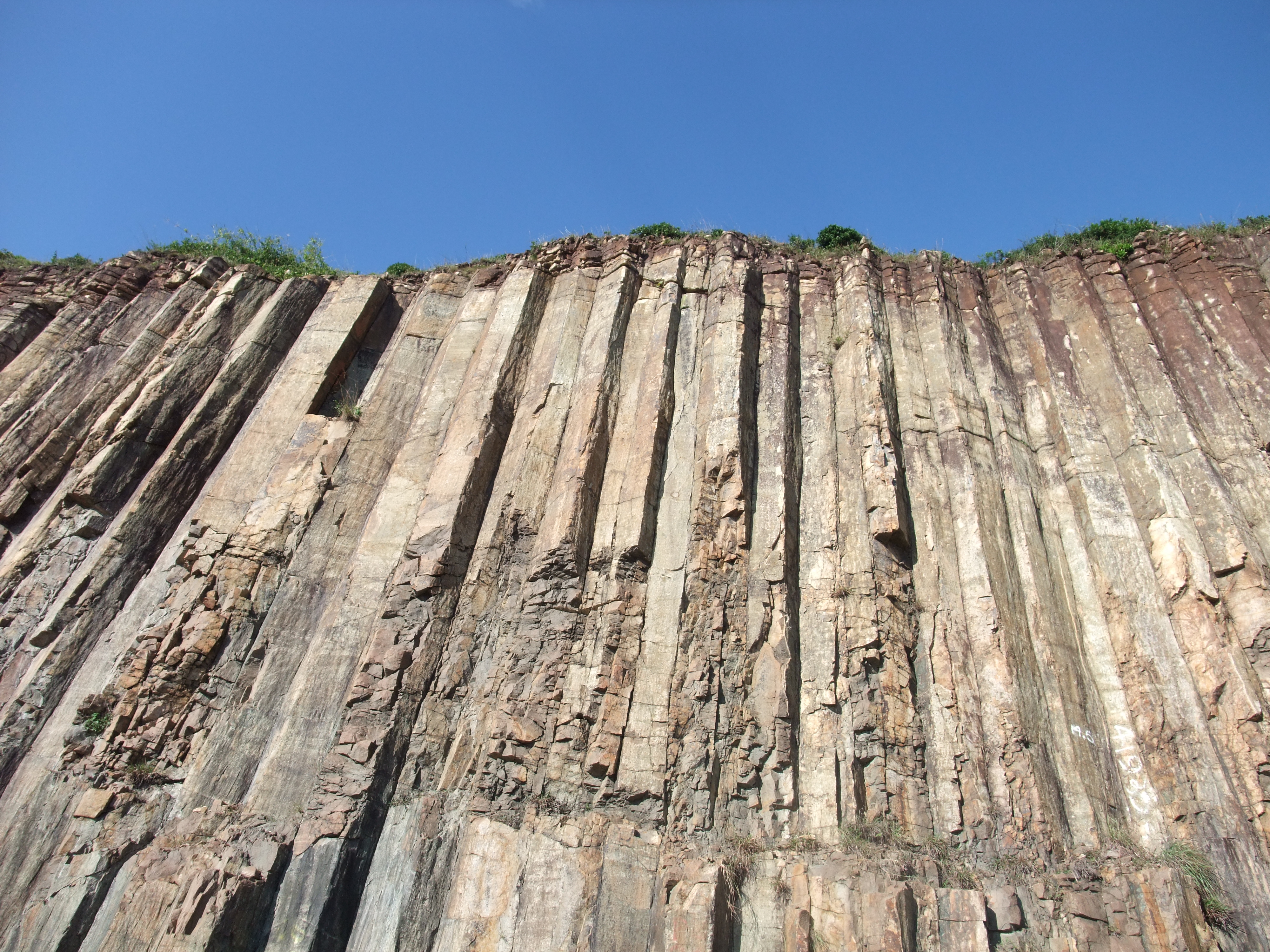
萬宜水庫東壩的六角柱狀凝灰岩.

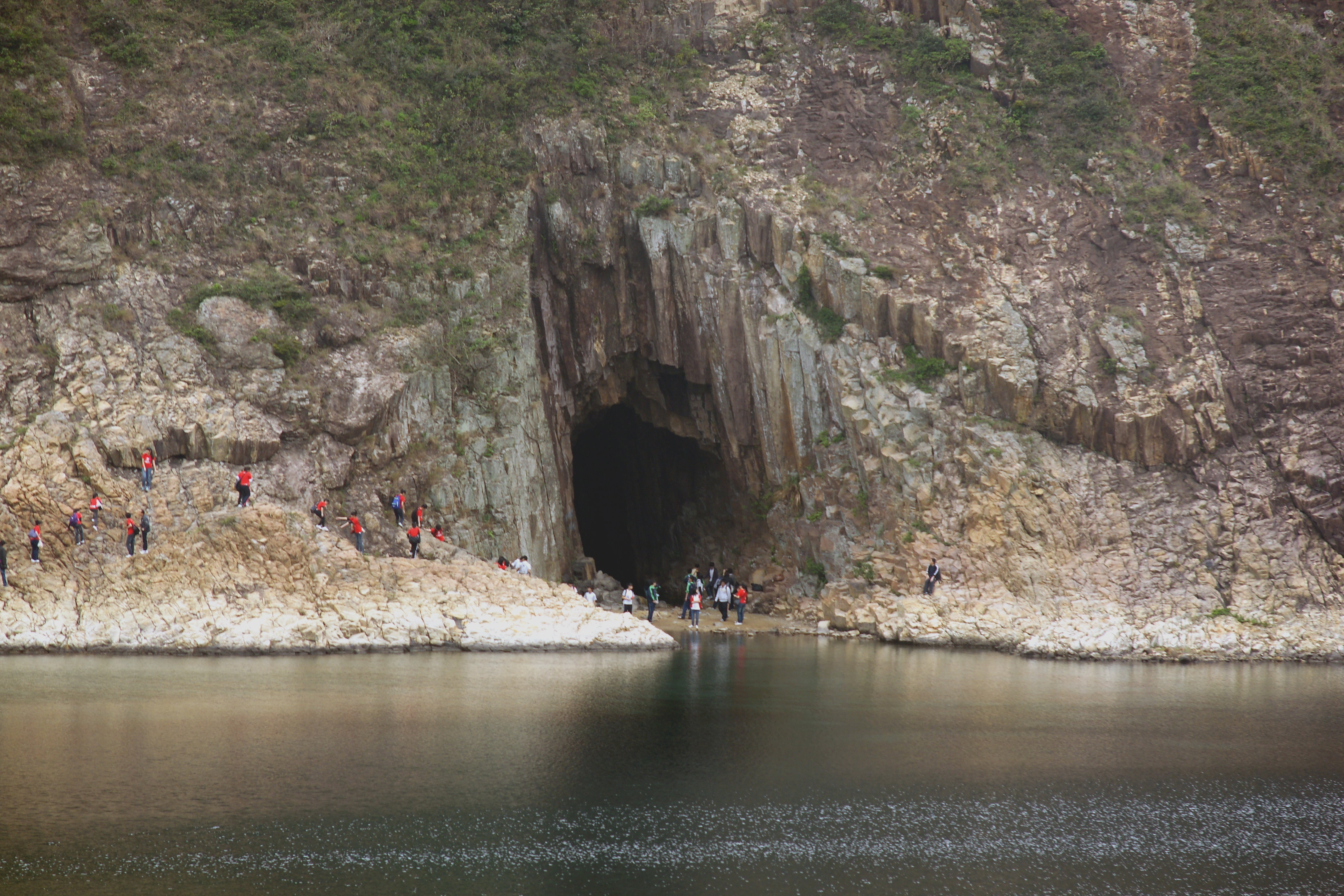
萬宜東壩附近的海蝕洞

糧船灣景區位於西貢東郊野公園，距離西貢市中心約20公里。糧船灣沿岸一帶布滿排列整齊、近乎垂直及高聳的多邊形（通常為六角形）火山岩柱，其中花山沿岸擁有香港最高的火山岩柱，高度達100米，堪稱「天然六角形岩柱壁畫」。此外，在萬宜水庫東壩設有萬宜地質步道及解說牌，介紹多種有趣的地貌景觀，包括斷層、扭曲的岩柱、侵入岩脈及破邊洲海蝕柱等。另外，大浪灣海岸更展示由火山岩柱構成的海岸地貌。曾多次被遊人評選為「香港十景」之首。

### 甕缸群島
甕缸群島景區由橫洲、火石洲、沙塘口山及吊鐘洲的金鐘岩組成。這些島嶼由具柱狀節理的火山岩構成。由於海岸長期受到猛烈的風浪衝擊，在海岸作用下形成獨特的外觀，沿岸遍布懸崖峭壁及許多海蝕穴、海蝕拱。沙塘口山東南沿岸的陡崖是全港最高的海崖，高度達140米。火石洲高45米的杬挽角洞、橫洲高30米的橫洲角洞、沙塘口山高24米的沙塘口洞及吊鐘洲的吊鐘拱門，合稱香港四大海蝕拱。由於甕缸群島位於核心保護區內，加上風浪較大及地勢險要，因此只適合在風平浪靜的夏季，乘船在近岸遊覽。

### 果洲群島

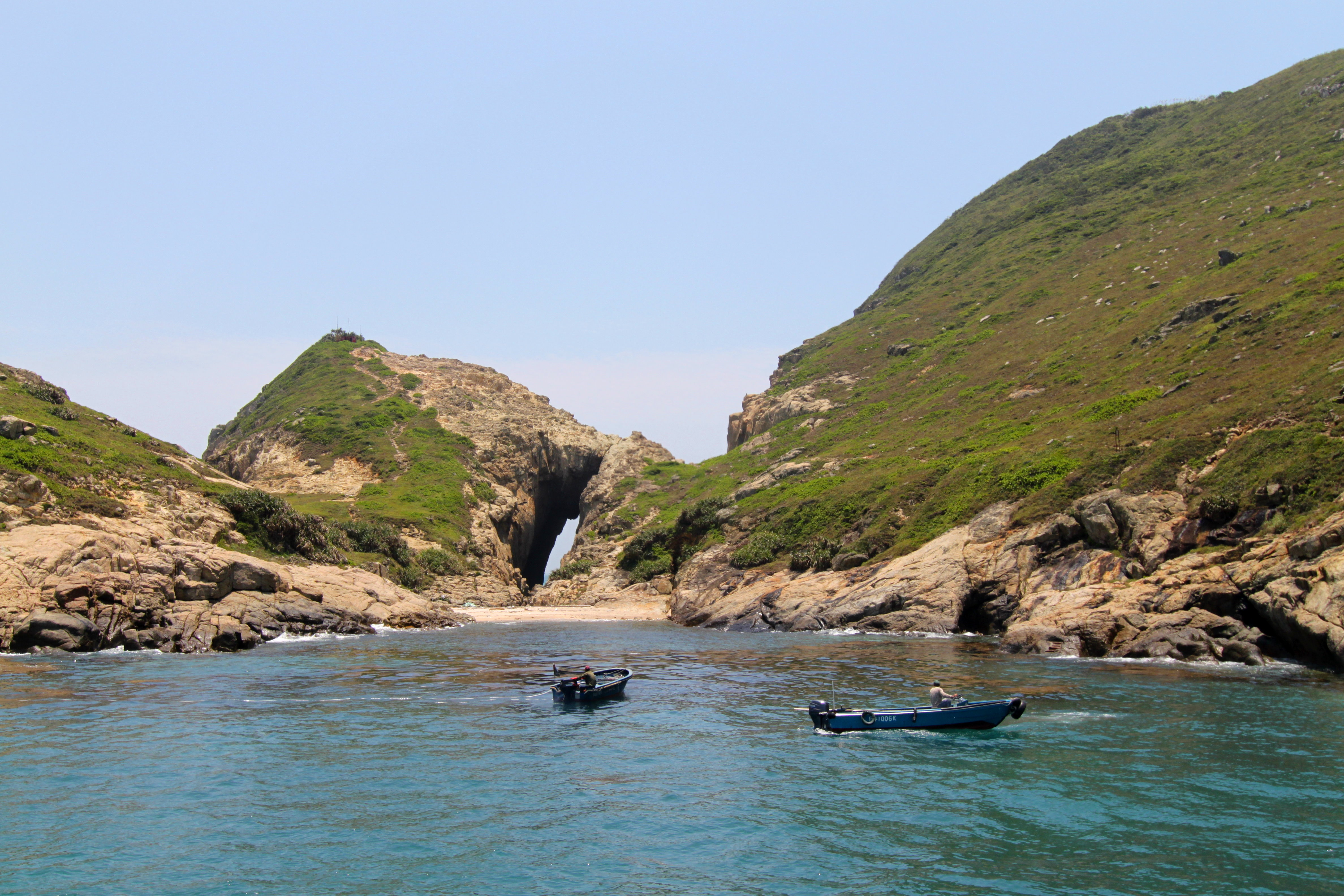
南果洲

果洲群島由南果洲、北果洲、東果洲，以及多個小島和石排組成。果洲群島位處外海，長期受到風浪侵蝕，形成各種奇特的海岸地貌，包括險峻的斷崖、海蝕拱，還有各種奇形怪石。北果洲的六角形岩柱是最為壯觀的，它的直徑是園區內最大的，可達2米以上。由於果洲群島位於核心保護區內，加上風浪較大及地勢險要，因此只適合在風平浪靜的夏季，乘船在近岸遊覽。

### 橋咀洲
橋咀洲位於西貢市中心東南約2公里，遊客可從西貢碼頭乘坐街渡前往，船程約十五分鐘。橋咀洲擁有多種火成岩，包括火山角礫岩、流紋岩、凝灰岩和石英二長岩，是欣賞和學習火成岩的好地方。連接橋咀洲與橋頭是一條由礫石構成的連島沙洲，每當退潮時，便會露出水面，遊客可沿著連島沙洲步行前往橋頭，一覽清水灣半島與西貢牛尾海的美景。在漲潮時，連島沙洲會被海水浸沒，因此出發前請先查閱天文台的潮汐資料。

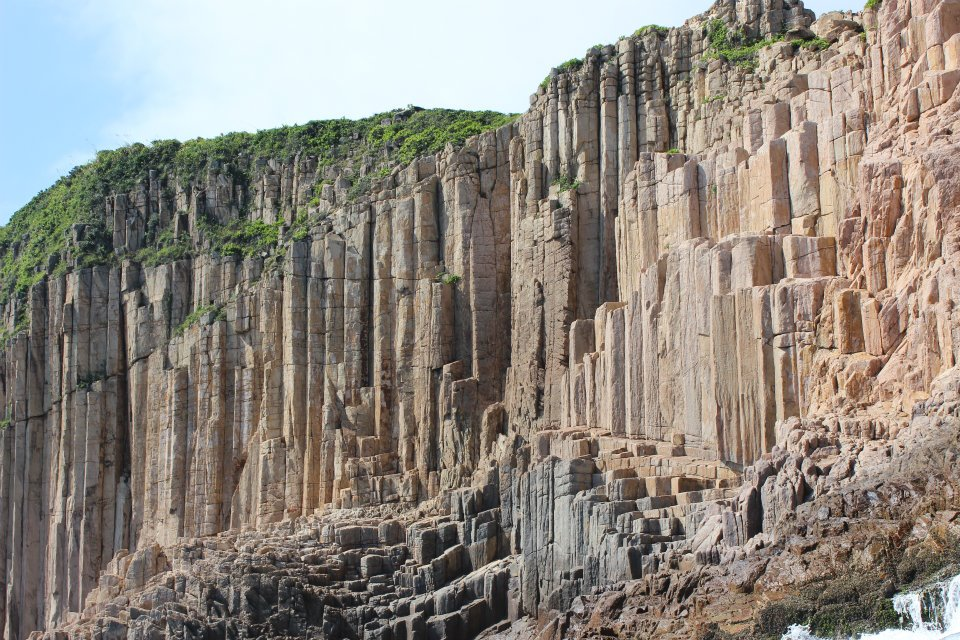
萬宜水庫東壩附近的六角火山凝灰岩石柱
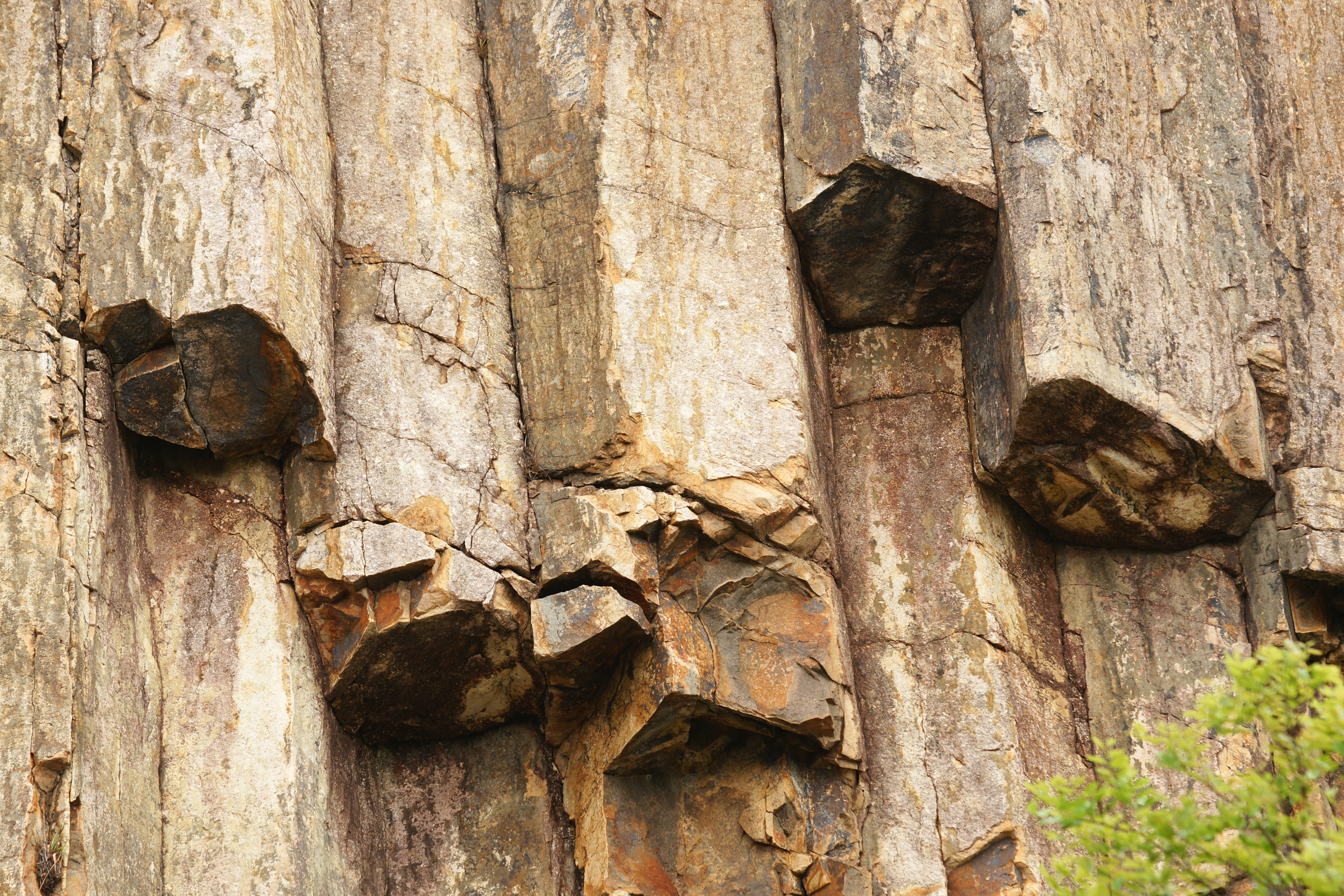
萬宜水庫東壩附近的六角形石柱
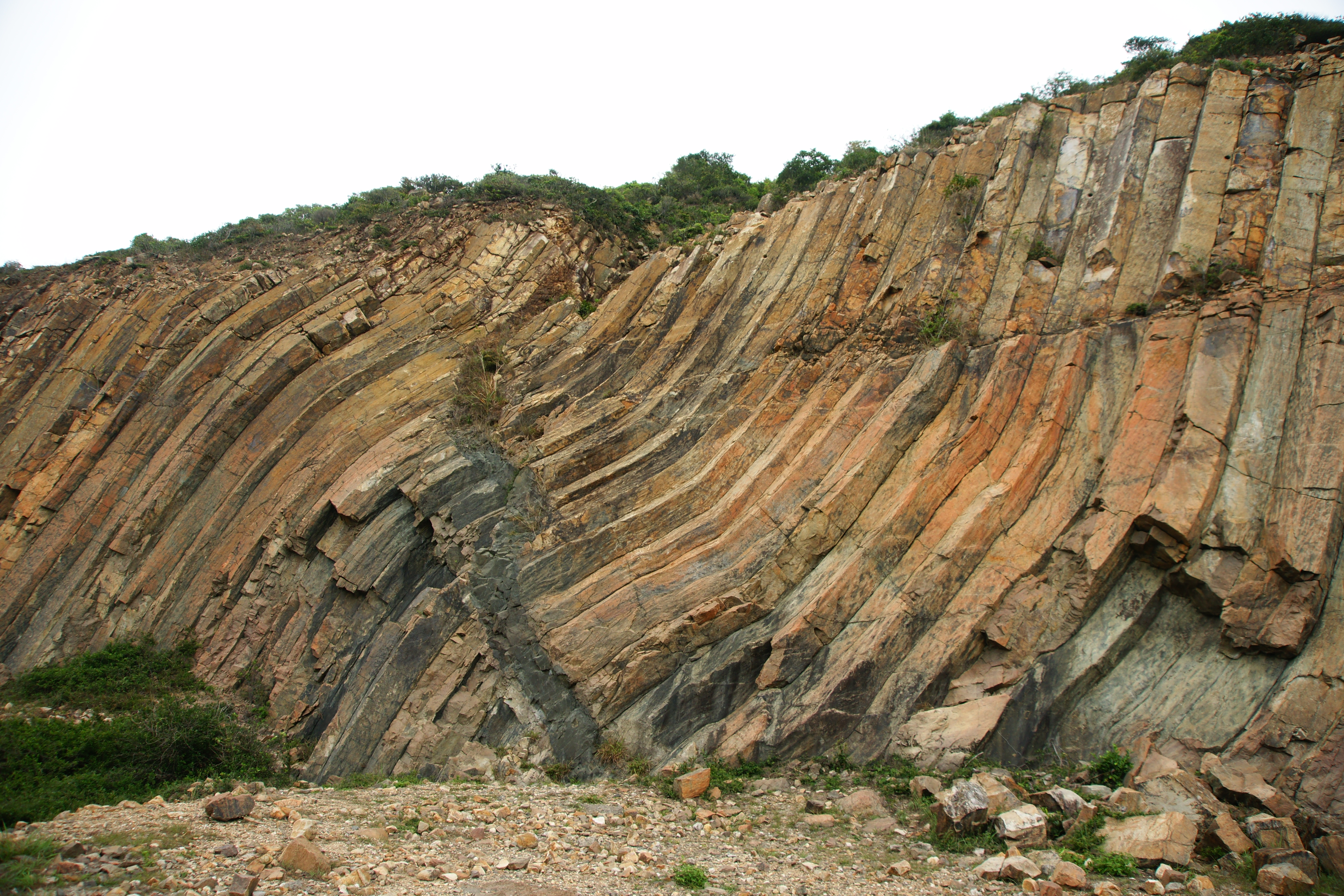
萬宜水庫東壩附近扭曲的岩柱
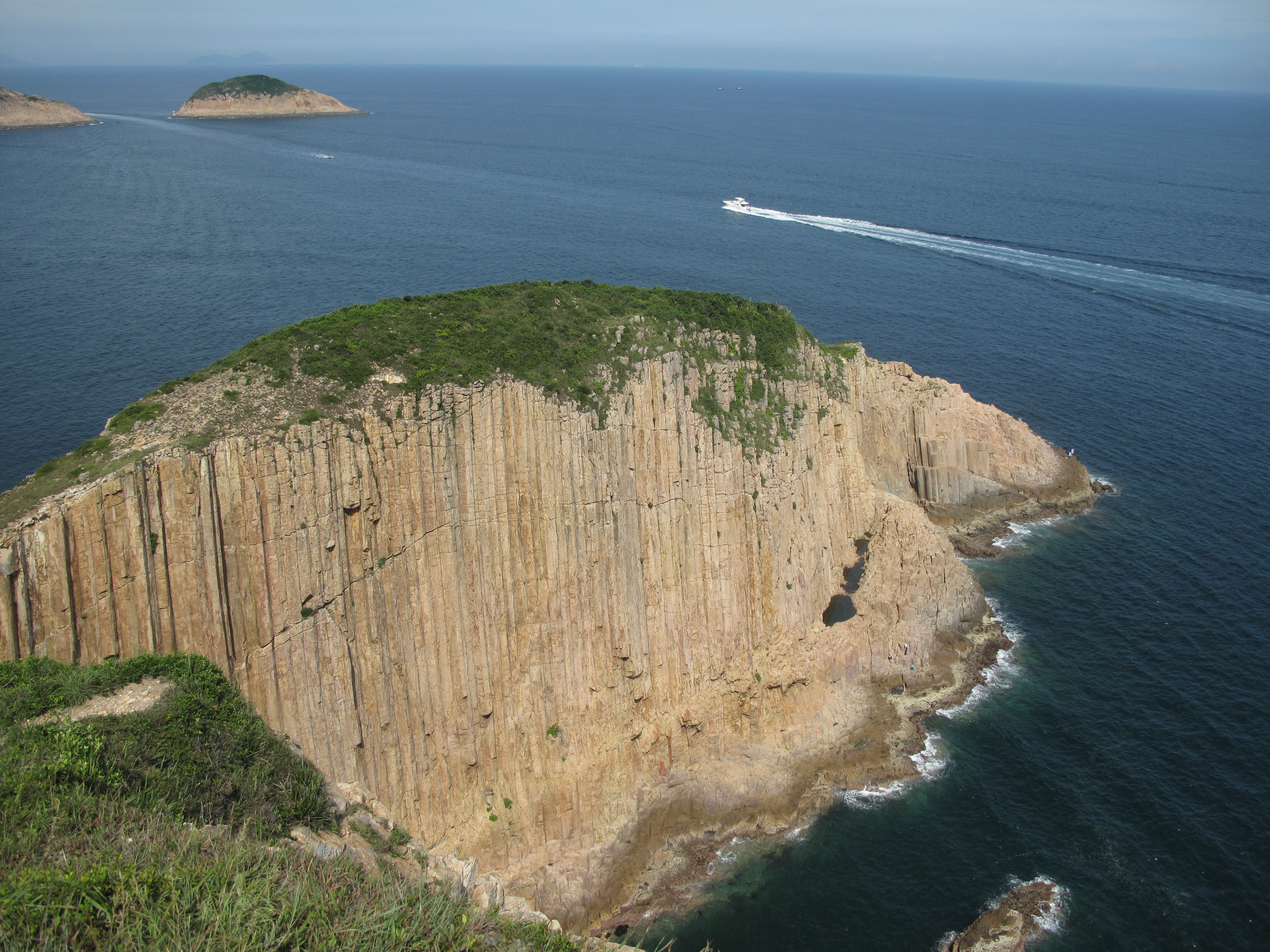
萬宜水庫東壩外的破邊洲
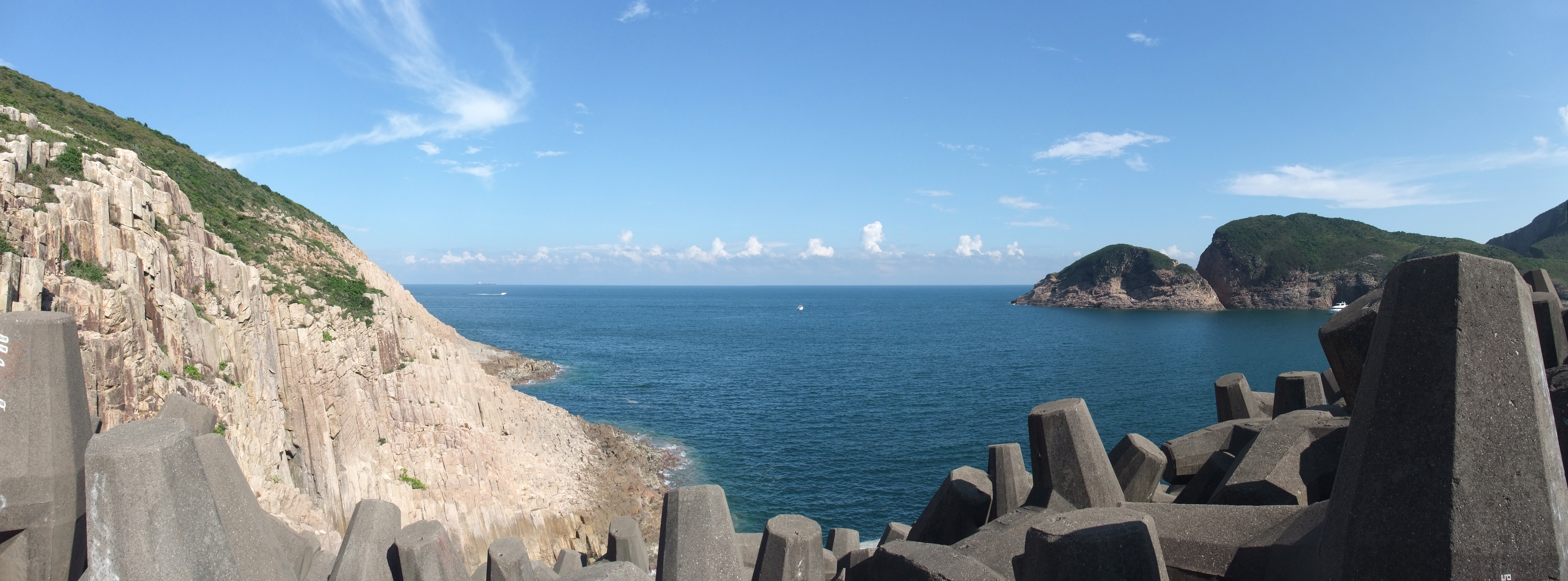
萬宜水庫東壩外的標尖角至破邊洲一帶，都是六角柱狀凝灰岩

新界東北沉積岩園區的特色為變化多端的地質地貌，以及極高的地質多樣性。園區岩石的年齡為4億至3.2億年前，即泥盆紀至古近紀。黃竹角咀一帶擁有香港最古老的岩石。新界東北園區的四個景區為：

### 印洲塘

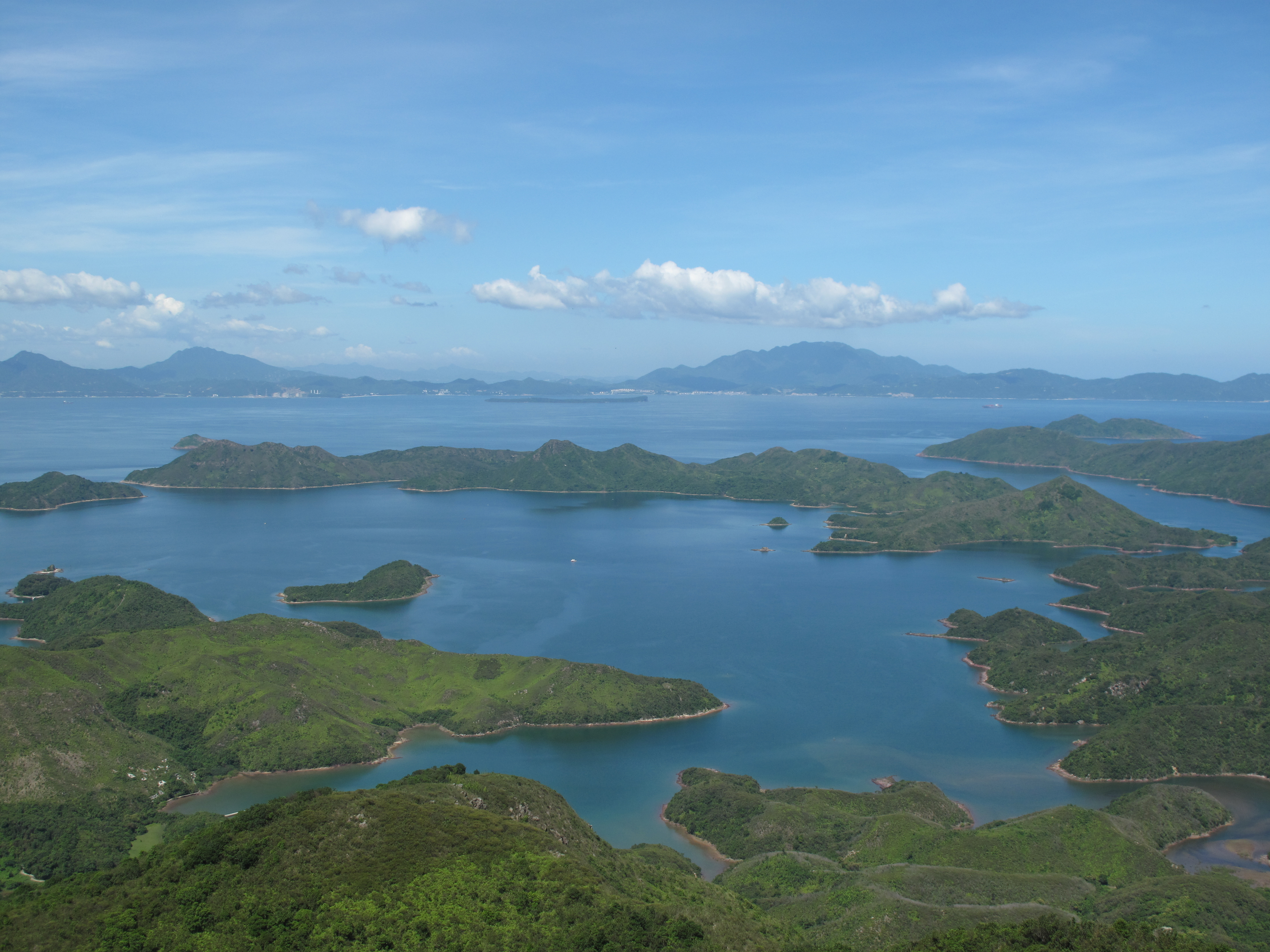
印洲塘及三椏灣

在約1萬2000年前的上一次冰河時期結束之前，海平面上升使印洲塘一帶原是山嶺河谷的陸地被海水淹沒，最後形成灣灣相連，眾島環抱的內海環境。印洲塘風景秀麗，景色如詩如畫，有「小桂林」和「小西湖」之稱。印洲塘一帶的岩石主要是較年輕的晚白堊紀紅色沉積岩及較古老的侏羅紀凝灰岩。位於印洲塘西岸的荔枝窩，擁有保存完整的典型客家圍村，是了解客家文化和中國傳統建築的好地方。此外，印洲塘海岸公園擁有非常豐富的生態資源，包括紅樹林、海草床、泥灘，以及珊瑚群落。這裏著名的地貌景點有印塘六寶、紅石門及往灣洲。

### 東平洲

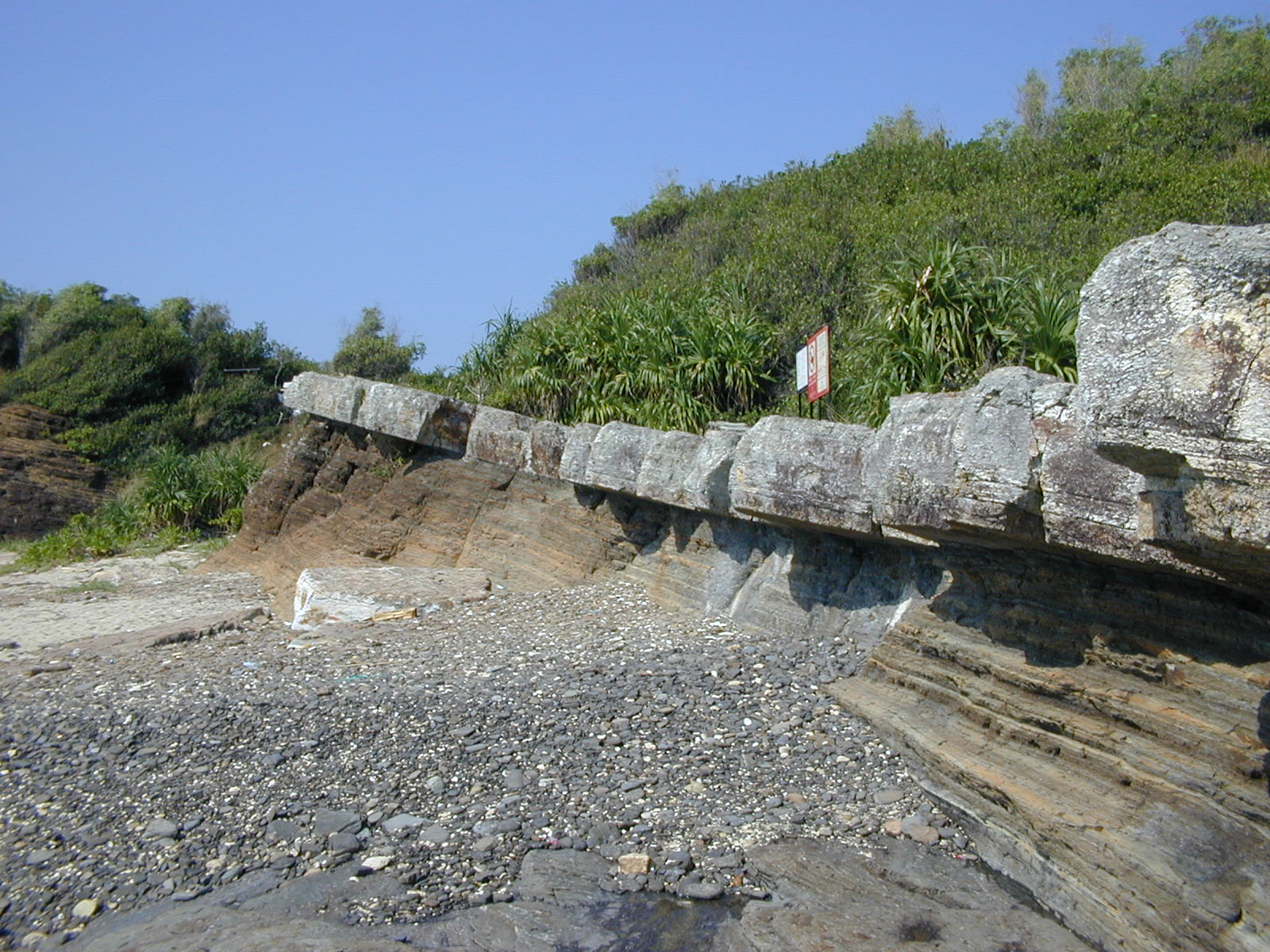
東平洲的龍落水

東平洲擁有香港最年輕的岩石，僅有5500萬年歷史。這裡的沉積岩是由層層平疊的粉砂岩構成，形態非常獨特，猶如千層糕，十分有趣。島上的「平洲環島郊遊徑」沿途設有解說牌，介紹島上的地質特色及海岸地貌，包括海蝕平台、海蝕崖、海蝕柱等。此外，東平洲海岸公園擁有健康、豐富及珍貴的沿岸生態系統，包括石珊瑚、珊瑚伴生魚類、海洋無脊椎動物及海藻。這裡著名的地貌景點有更樓石、難過水、龍落水及斬頸洲等。

### 赤洲-黃竹角咀

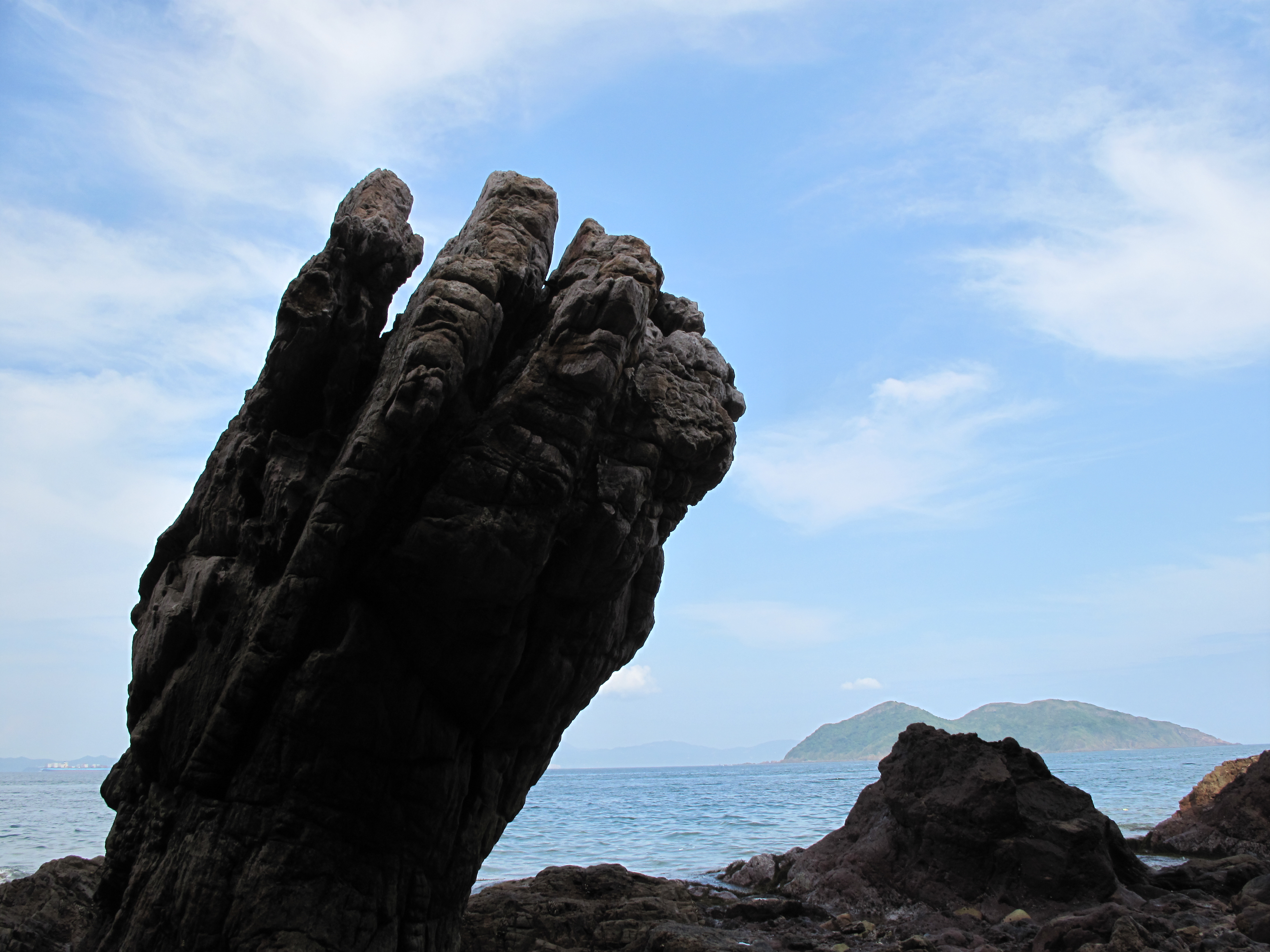
黃竹角咀鬼手岩

黃竹角咀擁有香港最古老的岩石，在約4億年前由聚積在河口三角洲的沉積物所形成；這裡的岩層原本呈水平狀，後來因為受到擠壓而變成近乎直立的形態，加上海浪的侵蝕，最後塑造出著名的地標—「鬼手岩」。赤洲的三分之二面積是由紅色的沉積岩構成，岩石以礫岩、砂岩和粉砂岩為主，是形成於約1億年前的晚白堊紀;由於沉積物沉積時的氣候炎熱乾燥，沉積物裡的鐵質發生氧化，所以使岩石變成赤紅色。赤洲著名的景點包括赤漠迷城和狗頭石等。

### 赤門
赤門景區包括赤門北岸一帶、西南岸的馬屎洲及南岸的荔枝莊。赤門北岸的大部分地方和黃竹角咀同樣擁有香港最古老的岩石，這些沉積岩是在約4億年前的泥盆紀時形成。馬屎洲展現了在約2億8000萬年前形成的沉積岩，它們是園區內第二古老的岩石;至於荔枝莊則展示了在約1億4600萬年前形成的多種火山岩和沉積岩; 同時，兩個地方都展現了獨特的地質特色，包括斷層、褶曲等。雖然馬屎洲及荔枝莊的地質較為複雜，但卻是地質愛好者的樂園。

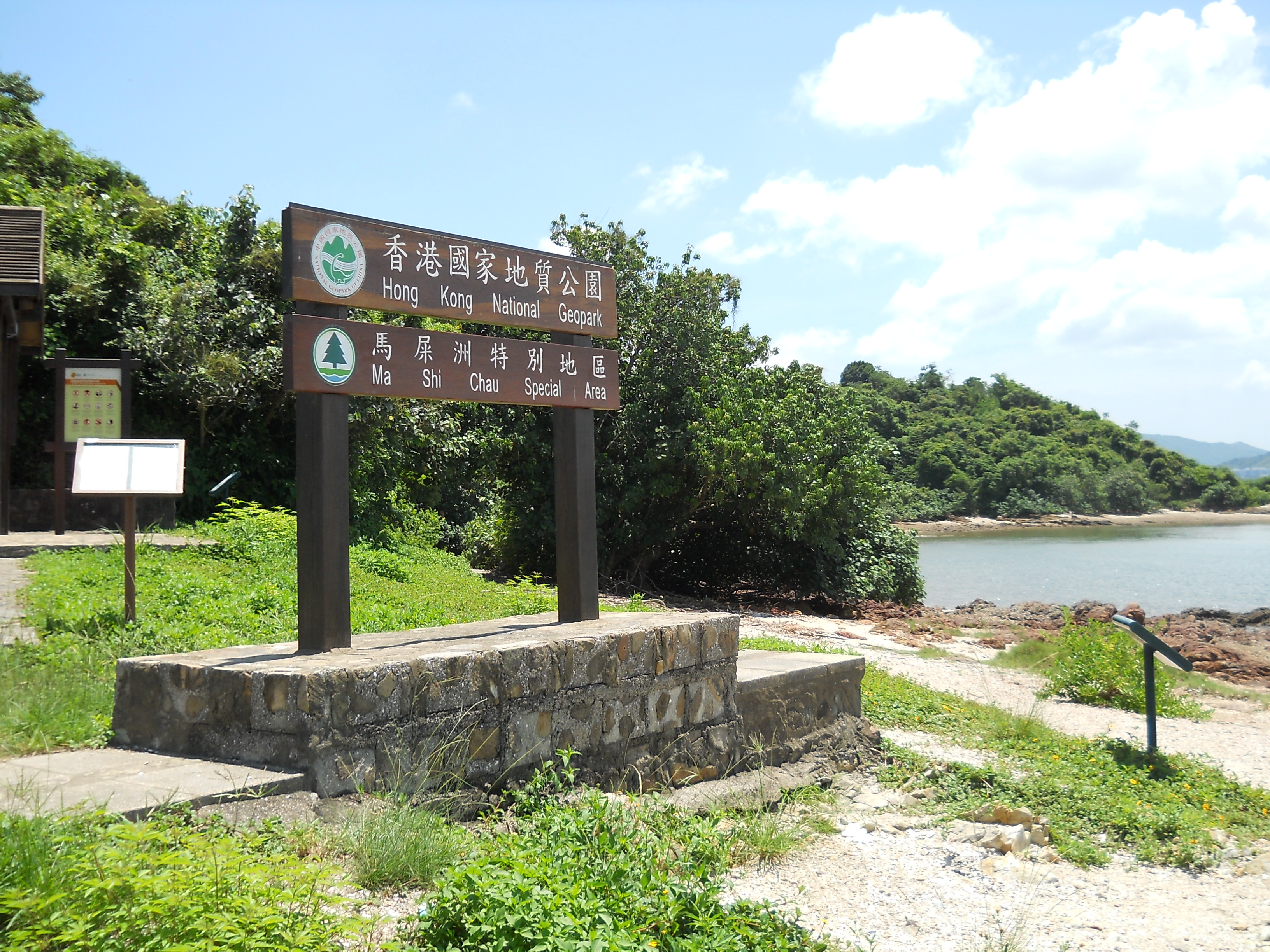
赤門景區馬屎洲
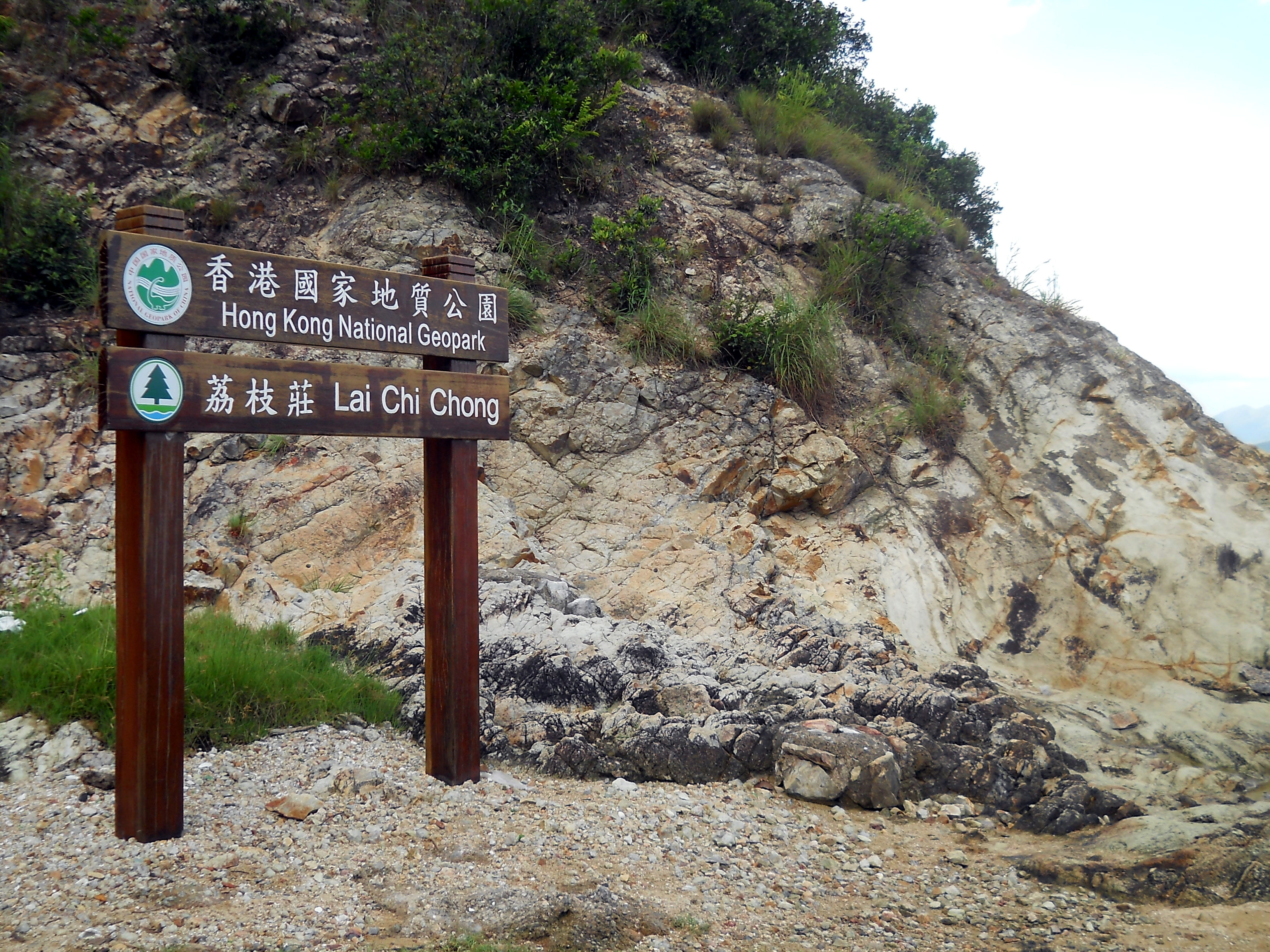
赤門景區荔枝莊
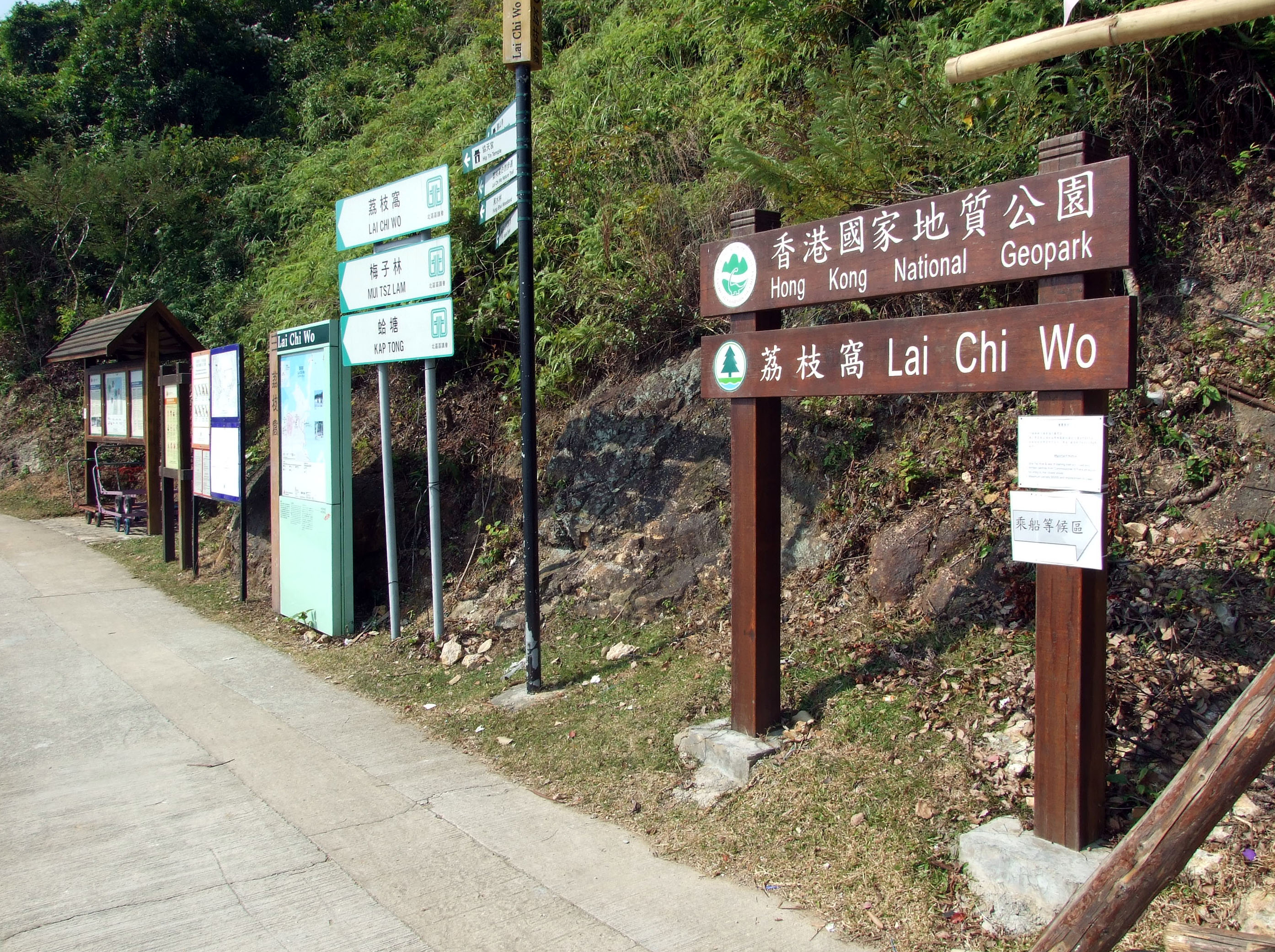
印洲塘景區荔枝窩
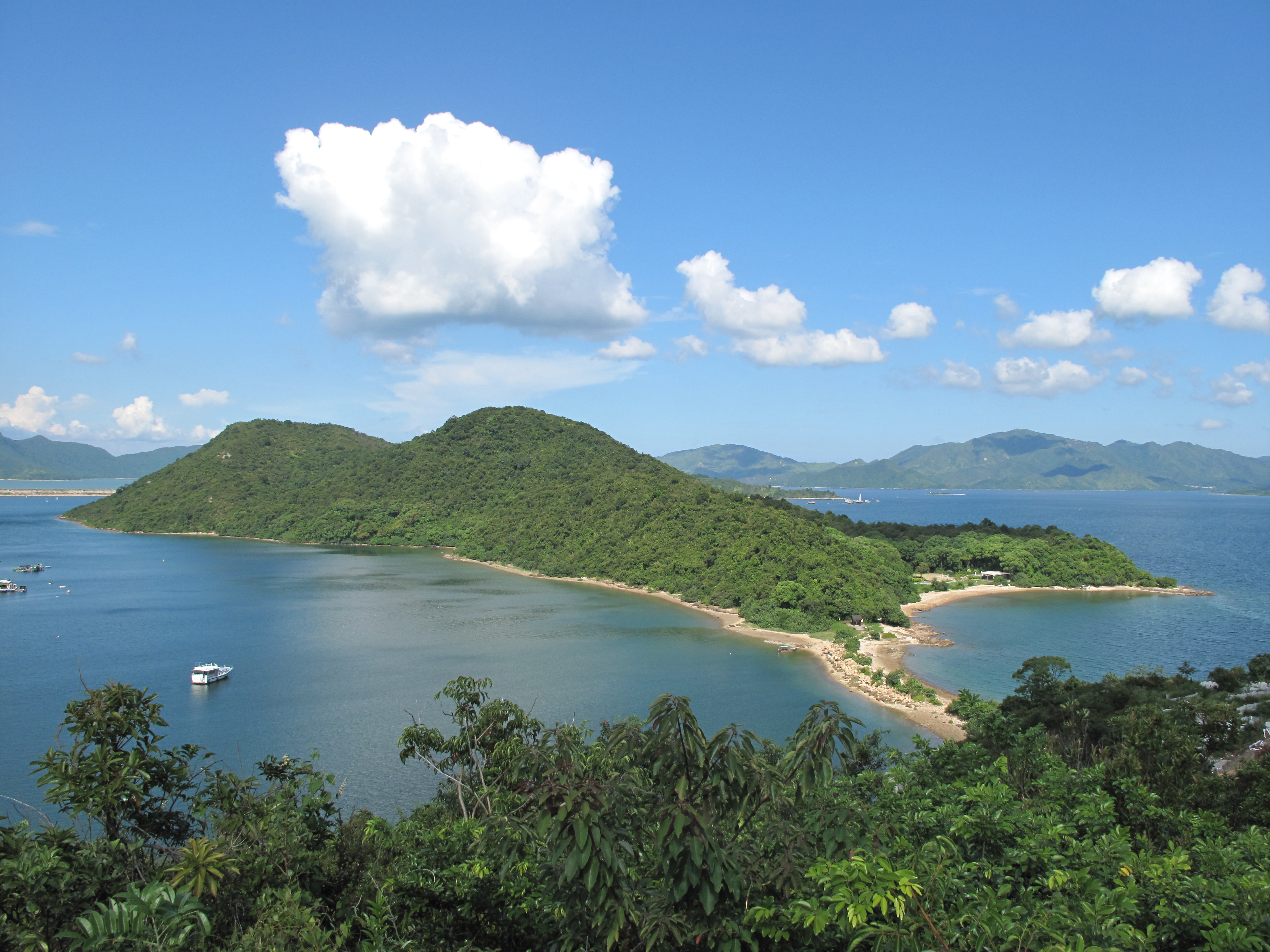
馬屎洲

## 環教設施
由於設立地質公園的目的是教育，提高普羅大眾對於地質的認知，中心都設於比較容易到達的地點。地質公園不是另一個主題公園，所以不會有大型建設。但現有位於北潭涌的遊客中心將於2010年初翻新以介紹西貢區火山形成的歷史及區內的六方柱石群，而蕉坑的遊客中心亦將會在2010年初完成擴建為以介紹香港地質公園為主。

### 遊客中心

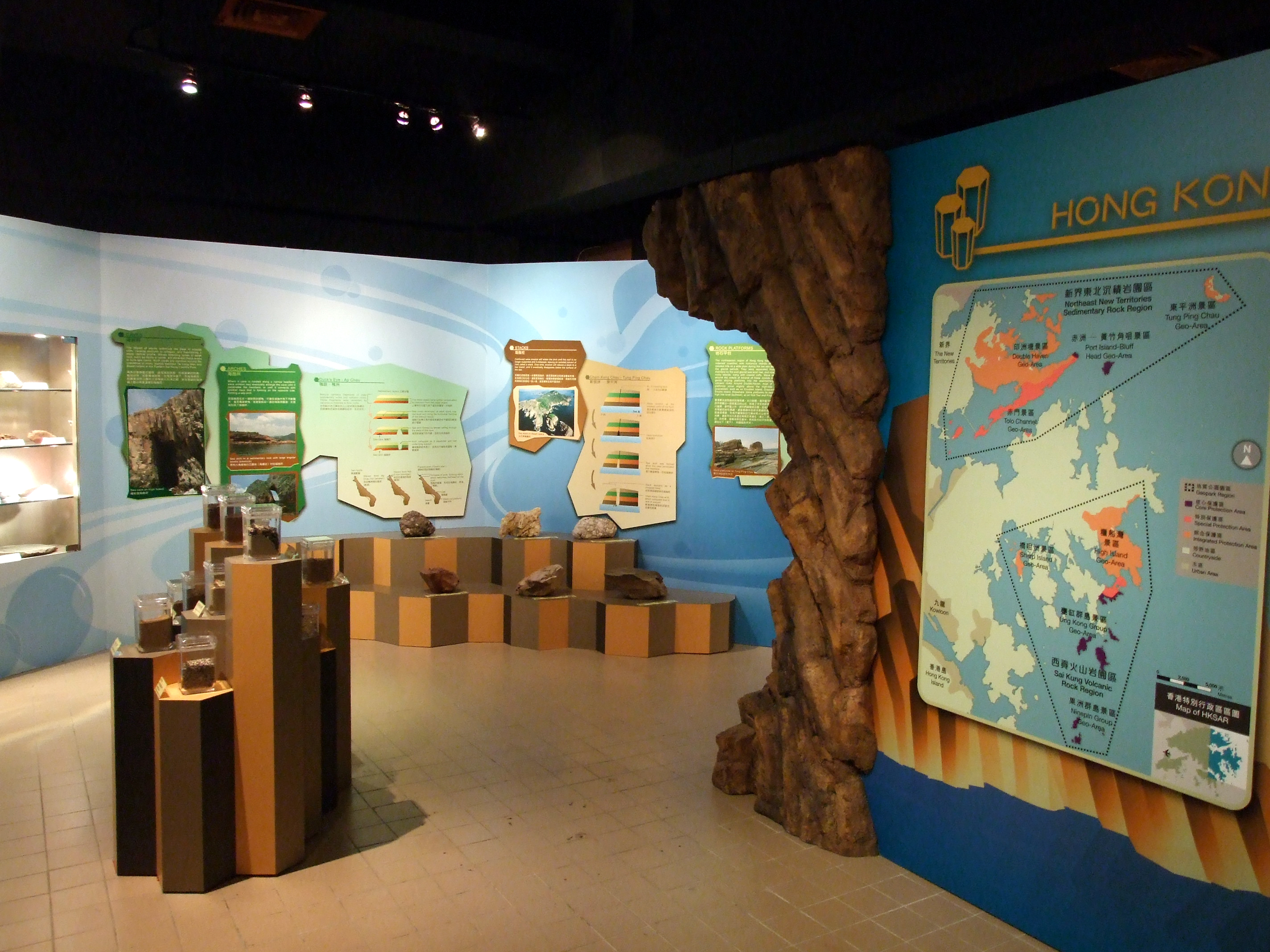
地質公園遊客中心

地質公園遊客中心座落於西貢蕉坑獅子會自然教育中心內，於2009年12月正式啟用，中心面積約160平方米，用於介紹香港的地質環境，並提高市民保護地質環境的意識及地球科學的興趣。此外，位於西貢北潭涌的西貢郊野公園遊客中心內亦有展區介紹西貢地質園區的地理特徵。 

### 地質教育中心
由志願團體、當地村民及政府共同建設而成的地質教育中心位於地質景點附近，部分由村屋改裝而成，提供地質的知識及當地人文、歷史和生態。已開放的教育中心有：
1. 火山探知館（西貢市惠民路休憩公園）
2. 大埔地質教育中心（大埔三門仔新村）
3. 吉澳故事館（前吉澳地質教育中心）（吉澳洲吉澳大街）
4. 鴨洲故事館（鴨洲）
5. 滘西村故事館（西貢區滘西洲滘西村）
6. 荔枝窩故事館（前荔枝窩地質教育中心）（沙頭角荔枝窩村）
7. 小瀛故事館（沙頭角荔枝窩村）

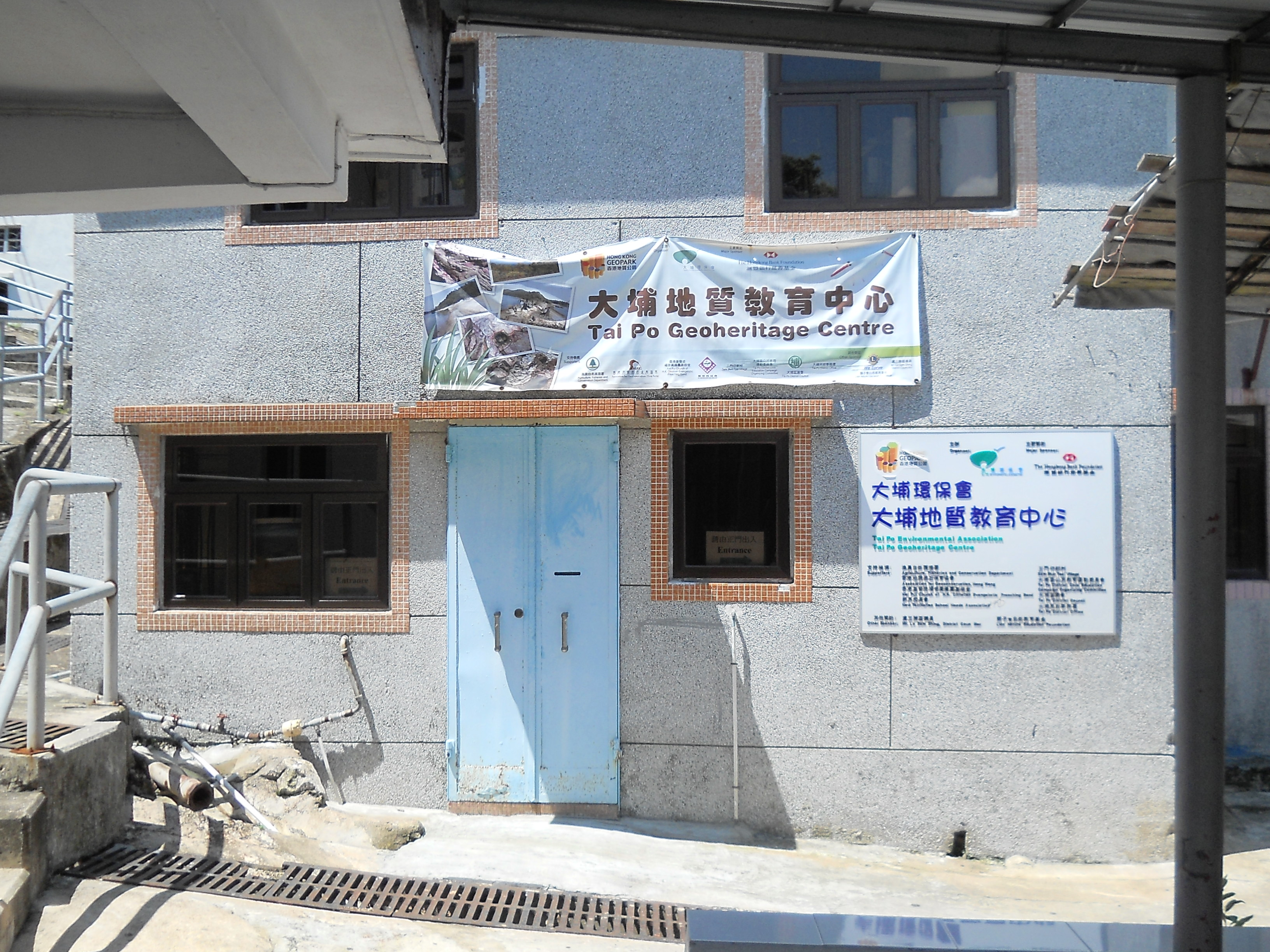
大埔地質教育中心
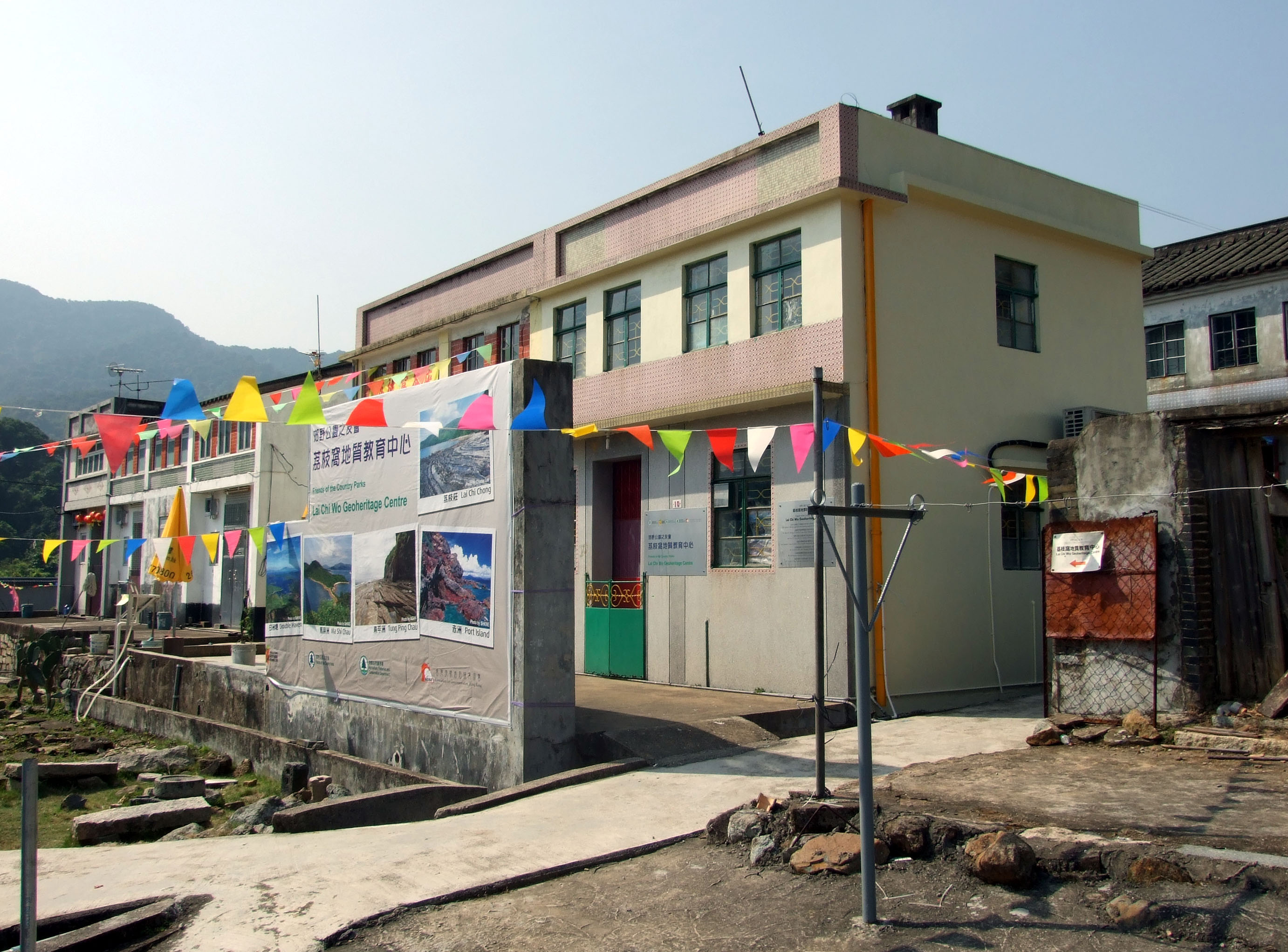
荔枝窩地質教育中心

### 博物館
康樂及文化事務署轄下的香港歷史博物館及香港大學許士芬地質博物館亦提供相關以香港岩石及地質地貌為主的展覽。

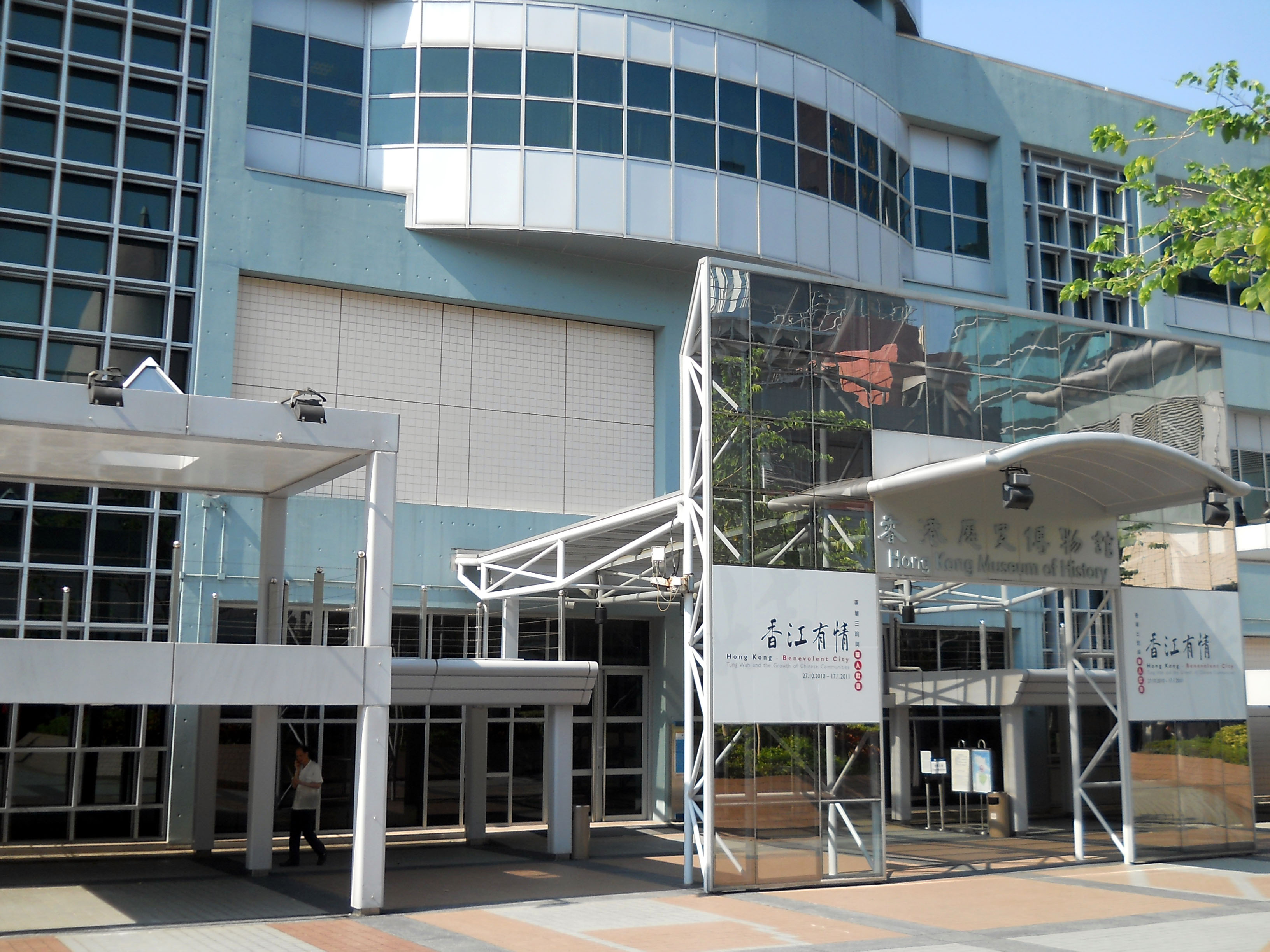
香港歷史博物館
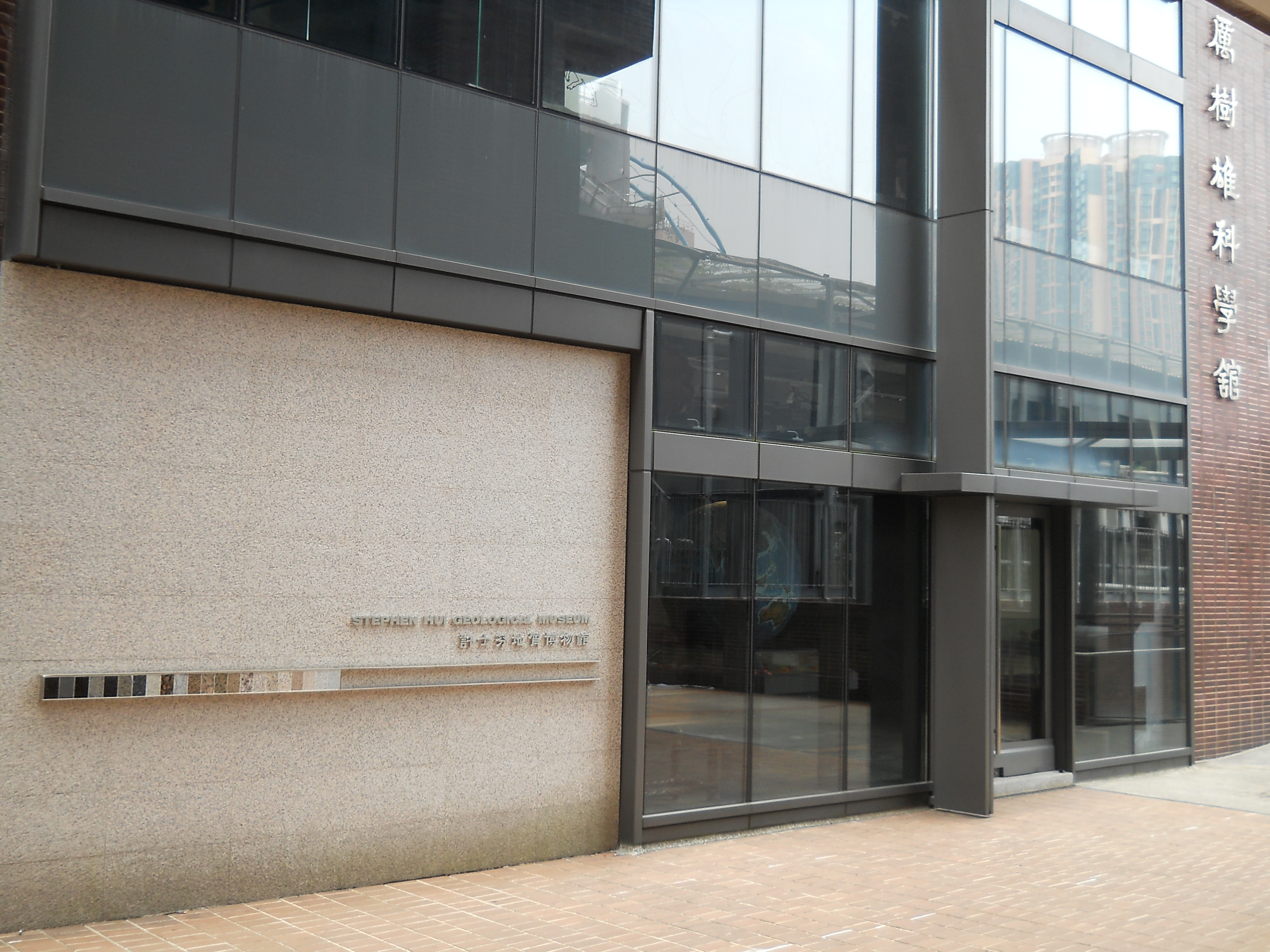
許士芬地質博物館